# Tigersalamander
Der Tigersalamander (Ambystoma tigrinum), genauer: Östlicher Tigersalamander oder Östlicher Tiger-Querzahnmolch, ist ein Vertreter aus der Familie der Querzahnmolche (Ambystomatidae) innerhalb der Schwanzlurche. Mit einer Körperlänge von deutlich über 30 Zentimetern ist er der größte landlebende Salamander.

## Merkmale
Der Tigersalamander erreicht als Landform eine Körperlänge von 20 bis über 35 Zentimetern; neotene Wasserformen können sogar bis zu etwa 38 Zentimeter lang werden. Er hat einen massigen, plumpen Körper und einen sehr breiten Kopf mit kleinen Augen. Seine Färbung variiert sehr stark; die Grundfarbe ist dabei braun, olivgrün oder schwarz. Meistens besitzt er eine aus Flecken und Streifen bestehende Zeichnung mit gelben und beigen Farbtönen. Die Bauchunterseite ist gelblich oder olivgrün gefärbt. Innerhalb der Art gibt es auch ausgewachsene und geschlechtsreife Tiere, die wie ihre Larven ständig im Wasser leben und ihre Kiemen nicht verloren haben (vergleiche: Neotenie). Dieses Phänomen ist bei einem engeren Verwandten, dem Axolotl, sogar der Regelfall.

## Vorkommen

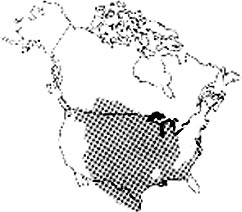
Verbreitungsgebiet der beiden mittlerweile getrennten Tigersalamander-Arten A. tigrinum und A. mavortium (vgl. Weblink)

Zu finden ist der Tigersalamander in großen Teilen Nordamerikas und kommt gebietsweise noch recht häufig vor. Dabei erstreckt sich sein Verbreitungsgebiet von Süd-Kanada über einen Großteil der USA bis nach Mexiko. In den Appalachen, den Rocky Mountains und in New England fehlt er allerdings. Als Lebensraum nutzt der Salamander Wiesen, schattige Wälder und Canyons sowie Quellbereiche von Gewässern.

## Lebensweise, Fortpflanzung
Die Art ernährt sich von Regenwürmern, verschiedenen Insekten, kleinen Mäusen und anderen Amphibien. Fressfeinde sind verschiedene Vögel, Schlangen, Katzen und Füchse. Die meiste Zeit des Tages verstecken sich die Salamander, während sie nachts aktiv sind. Ausgewachsene Tigersalamander leben bis zu 25 Jahre.

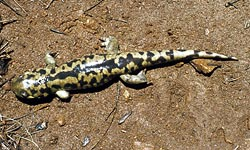
Tigersalamander

Nach starken Regenfällen im März bis Juni (Norden) oder Juli bis August (Südwesten) legen die Weibchen ihre Eier in kleine Teiche, fischfreie Tümpel und kleine Wasserläufe. Zuvor findet die Paarung statt, bei der sich die beiden Partner im Wasser umkreisen und sich gegenseitig anstoßen. Schließlich folgt das Weibchen dem Männchen und nimmt dessen Spermatophore mit der Kloake auf, sobald dieses Samenpaket auf dem Grund abgesetzt wurde. Etwa drei Tage nach der Paarung erfolgt die Eiablage. Die Eier (einige hundert bis mehrere tausend pro Weibchen) werden an Unterwasserpflanzen geheftet. Aus ihnen schlüpfen die Larven – bei A. tigrinum je nach Wassertemperatur nach etwa 19 bis 50 Tagen. Die aquatile Entwicklung der Larven bis zur Metamorphose dauert mindestens weitere zehn Wochen.

## Systematik
Bei der Art Tigersalamander hat es in jüngerer Zeit systematische Veränderungen gegeben, indem die bisherige Unterart A. tigrinum tigrinum nun als separate Art (Östlicher) Tigersalamander (A. tigrinum) behandelt wird, während die übrigen früheren Unterarten unter der Spezies Westlicher Tigersalamander (A. mavortium, mit fünf Unterarten) zusammengefasst werden.